# Upton St Leonards
Upton St Leonards is een civil parish in Engeland. De plaats ligt in het graafschap Gloucestershire en in het district Stroud. De A46 voert langs Upton St Leonards.